# Alue Bili
Alue Bili is een bestuurslaag in het regentschap Aceh Utara van de provincie Atjeh, Indonesië. Alue Bili telt 275 inwoners (volkstelling 2010).